# Borovice přímořská
Borovice přímořská (Pinus pinaster), také nazývaná borovice hvězdovitá je až 30 metrů vysoký vždyzelený jehličnatý strom, rostoucí převážně kolem Středozemního moře.

## Popis
Tento strom je charakteristický svou plochou a širokou korunou. Kmen je zakřivený již u mladých stromů. Zakroucené větve vytvářejí mezi sebou velký prostor. Díky tomu koruna borovice přímořské působí volným dojmem.
Borka je u mladých exemplářů světle šedá, stárnutím stromu tmavne až do černo červené barvy a je brázditá i šupinatá.
Jehlice jsou žlutě až tmavě zelené, pevné, asi 2,5 mm tlusté. Délka se pohybuje mezi 13 a 23 cm. Na brachyblastech vyrůstají po dvou (méně často i po třech) a na stromě vydrží až 4 roky.
Samičí šištice se vyskytují na mladších letorostech. Jsou zpočátku zelenavé potom světle hnědé, dorůstají až do 18 cm. Tvarem oválné, na šupinách šišek je trn, který není ostrý. Na větvích jsou rozloženy v přeslenu po pěti šišticích. Po svém vysemenění zůstávají obvykle na stromě ještě několik let.

## Období květu
Během dubna až května.

## Nároky na půdu
Borovice přímořská je nenáročná na půdu (nejvíce ji vyhovují kyselé a písčité půdy), dobře snáší i sucho. Nesnese však zimu, která panuje ve střední Evropě.

## Výskyt
Tato borovice se nejvíce vyskytuje u západního pobřeží Středozemního moře. Hojně je také vysazována u pobřeží Atlantského oceánu (Francie, Portugalsko). Avšak lesnicky je nejvíce využívaná především v jižní Africe, kde je tímto stromem osázena velká část území.

## Využití
Ve Francii se borovice přímořská využívá především ve stavebnictví a v papírenském průmyslu. Pryskyřice, která je v tomto stromě obsažena ve značném množství, je využívána na výrobu terpentýnu a kalafuny.

## Galerie

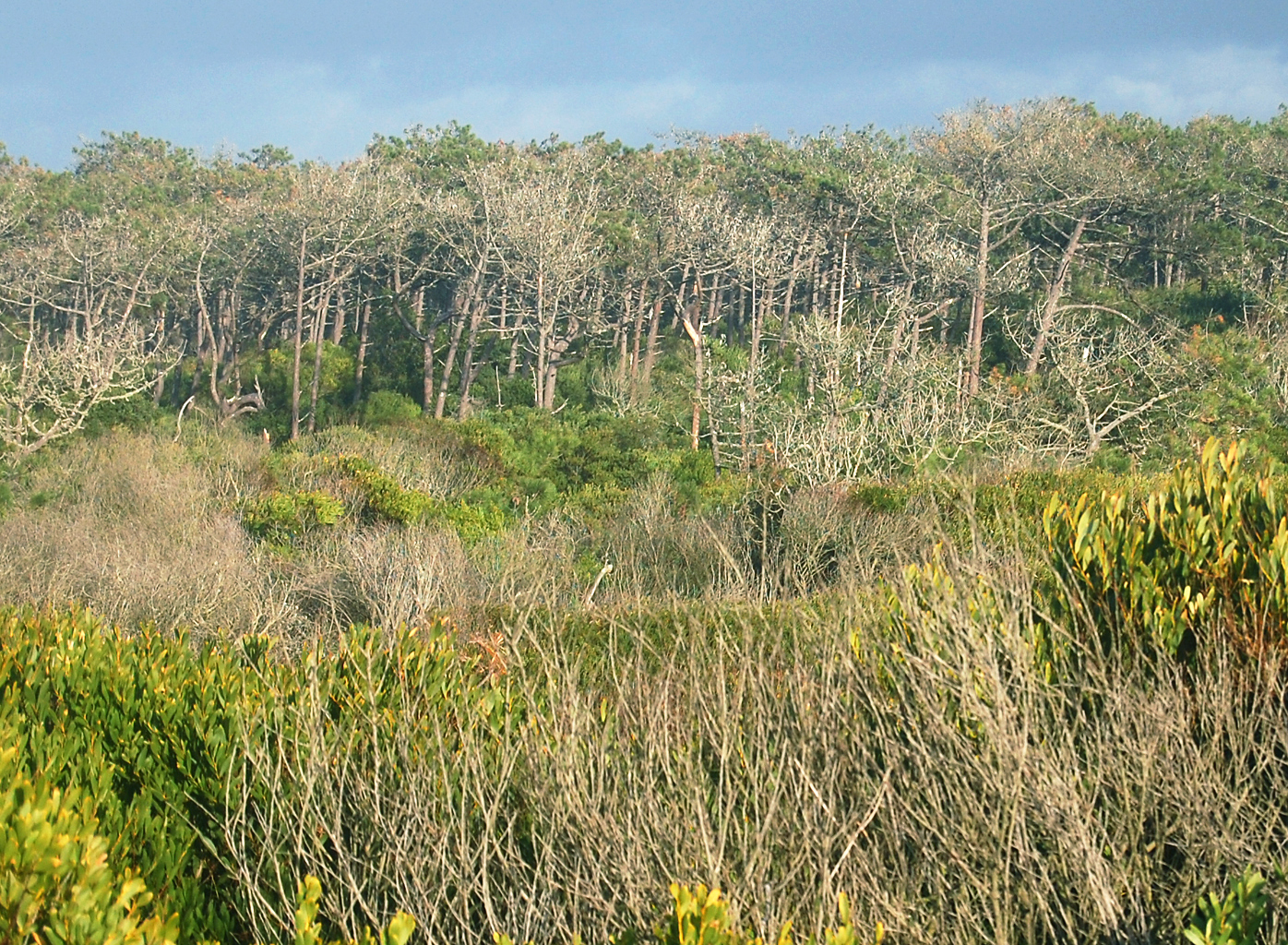
Les borovice přímořské
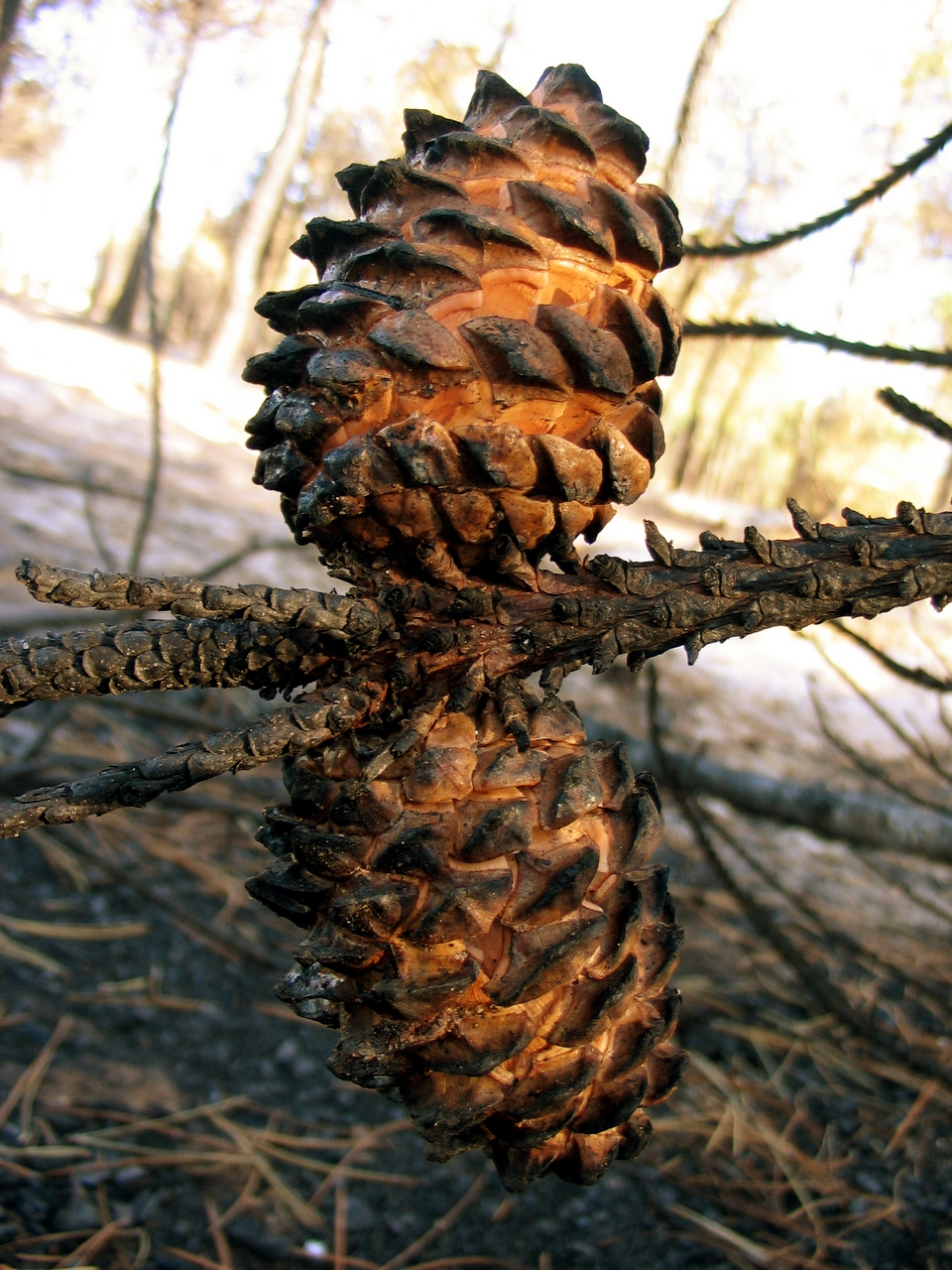
Šištice
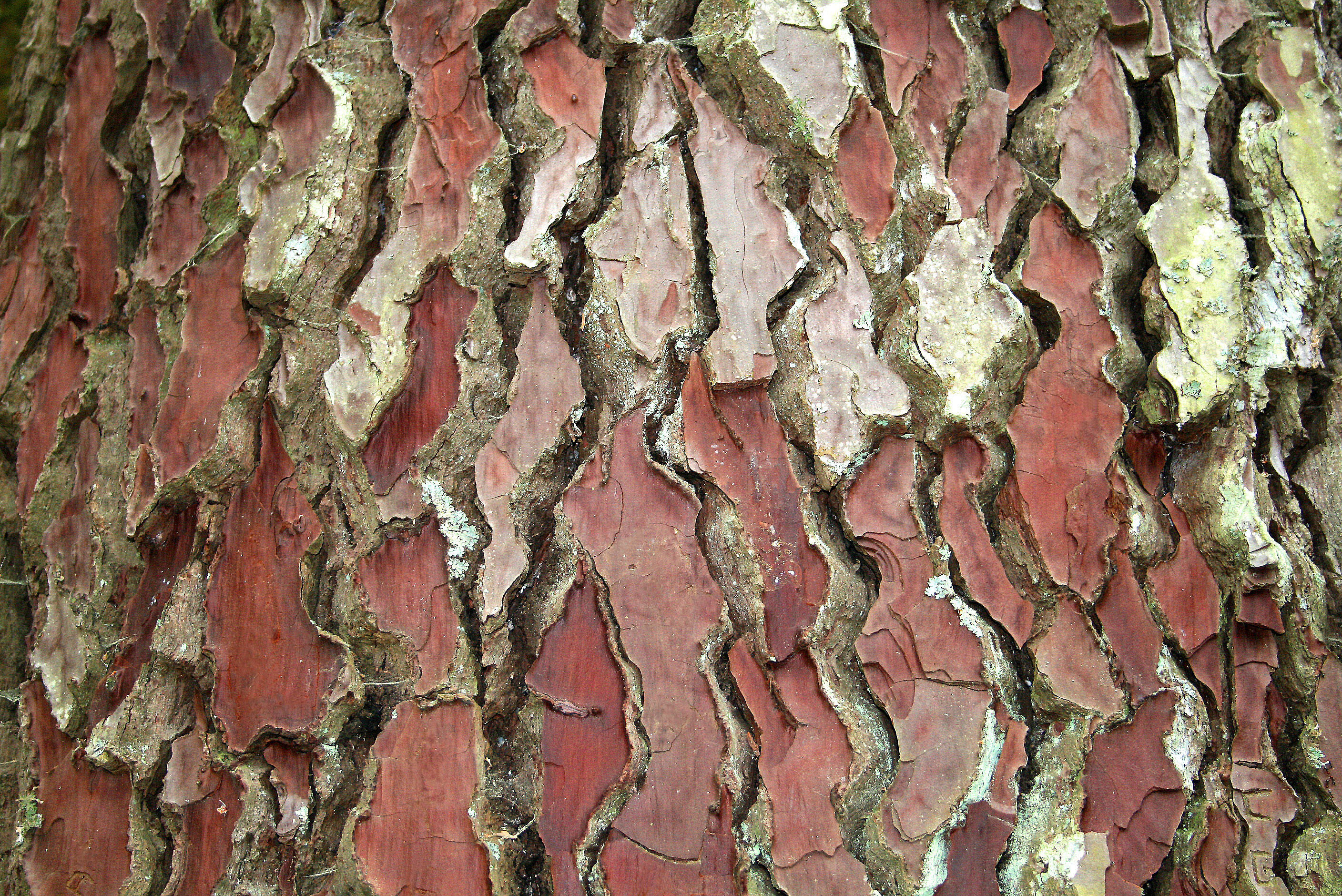
Borka
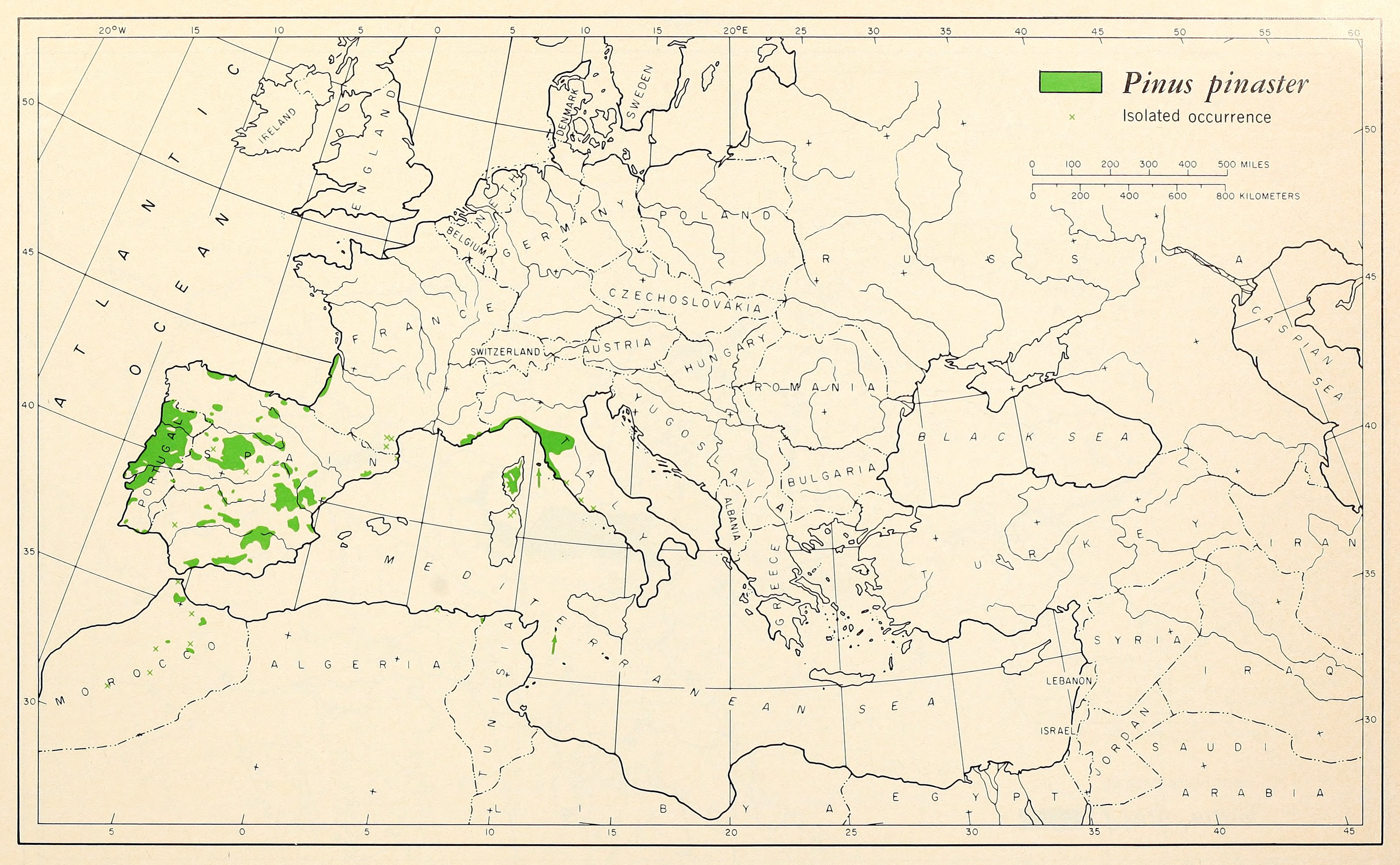
Výskyt v Evropě